# Expedición de Khanasor
La Expedición de Khanasor (en armenio: Խանասորի արշավանքը, Khanasori arshavankë) fue una redada punitiva organizada el 25 de julio de 1897, por las tropas fedayines contra la tribu kurda Mazrik. En 1896, después de la Defensa de Van, miembros de la tribu Mazrik habían tendido una emboscada y habían asesinado a muchos defensores armenios de Van, mientras estos intentaban huir hacia Persia. La Federación Revolucionaria Armenia (FRA) decidió tomar represalias por tal atrocidad, lo que condujo a esta expedición.  

## Acontecimiento
Un año después de los acontecimientos en Van, la FRA decidió tomar represalias y "castigar" a la tribu kurda Mazrik, por su implicación en las masacres hamidianas y por su emboscada hacia los defensores de Van. La tribu Marik estaba acampando en los campos de Khanasor, cerca de Avarayr. El FRA, con el apoyo de los hunchakos y el armenakanos, organizaron un ataque hacia la tribu. La operación fue planificada por Nikol Duman junto a "Khanasora" Vartan Mehrpanian y Ishkhan Arghoutian, quienes se involucraron como comandantes de la operación. Durante el proceso, hubo discusiones entre los soldados armenios. Para la confirmación del proceso, enviaron a Tavriz Harutiun Shahrigian, quien confirmó que el plan fuese llevado a cabo. El 25 de julio de 1897, al amanecer, 250 soldados fedayines atacaron y masacraron a los soldados de la tribu Marik, dejando con vida a las mujeres y niños, entre ellos el jefe de la tribu Mazrik, Sharaf Bey, quién supo a tiempo del inminente ataque armenio, pero al presenciar la derrota, de disfrazó de mujer para pasar desapercibido, y huir de la zona de conflicto. El ataque finalizó el 27 de julio de 1897.

## Resultados
Aunque el fundador de la FRA, el hermano de Rosdom, Garo y otros 26 fedayines estuvieron entre las víctimas, la Expedición de Khanasor fue un pequeño triunfo para los armenios, tanto de forma militar como moral. Como resultado, los armenios construyeron su autoconfianza; se había reforzado sus creencias en poder defenderse por ellos mismos. Hasta el día de hoy, el FRA recuerda aquel evento en ceremonias conmemorativas, que homenajean la expedición como un evento clave en la historia de la lucha armenia por su libertad.
Gurgen Mahari, como parte de una crítica de la efectividad de la FRA, tenía un personaje en su novela ''Huertas en Llamas'', pregunta si la alta importancia moral y estratégica que Dashnaktsutyun le dio a los resultados de la expedición estaba justificada, y otros actos como la Toma de Banco, fueron incidentes aislados cuya suma total no alivió la opresión de los armenios del Imperio otomano.